# Liste der Mitglieder der Deutschen Akademie der Naturforscher Leopoldina/1944
Die Liste der Mitglieder der Deutschen Akademie der Naturforscher Leopoldina für 1944 listet alle Personen, die im Jahr 1944 zum Mitglied berufen wurden. Insgesamt gab es elf neu gewählte Mitglieder.

## Neu gewählte Mitglieder 1944
| Nr.* | Name               | Geboren       | Aufnahme | Gestorben     | Sektion                                      | Bild | Datenbank          |
| ---- | ------------------ | ------------- | -------- | ------------- | -------------------------------------------- | ---- | ------------------ |
|      | Wilhelm Goetsch    | 25. Okt. 1887 |          | 20. März 1960 | Zoologie                                     |      | Wilhelm Goetsch    |
|      | Wilhelm Grüter     | 30. Juli 1882 |          | 24. Aug. 1963 | Ophthalmologie                               |      | Wilhelm Grüter     |
|      | Niels Eugen Haagen | 17. Juni 1898 |          | 3. Aug. 1972  | Mikrobiologie und Immunologie                |      | Niels Eugen Haagen |
|      | Willy Hellpach     | 26. Feb. 1877 |          | 6. Juli 1955  | Psychiatrie, Med. Psychologie und Neurologie |      | Willy Hellpach     |
|      | Karl Jacob-Friesen | 6. Jan. 1886  |          | 6. Nov. 1960  | Anthropologie                                |      | Karl Jacob-Friesen |
|      | Erna Mohr          | 11. Juli 1894 |          | 10. Sep. 1968 | Zoologie                                     |      | Erna Mohr          |
|      | Hans Reinerth      | 13. Mai 1900  |          | 13. Apr. 1990 | Anthropologie                                |      | Hans Reinerth      |
|      | Leopold Schönbauer | 13. Nov. 1888 |          | 11. Sep. 1963 | Chirurgie                                    |      | Leopold Schönbauer |
|      | Rudolf Thiel       | 13. Nov. 1894 |          | 7. Sep. 1967  | Ophthalmologie                               |      | Rudolf Thiel       |
|      | Josef Vonkennel    | 9. Aug. 1897  |          | 13. Juni 1963 | Dermatologie                                 |      | Josef Vonkennel    |
|      | Ernst Wahle        | 25. Mai 1889  |          | 21. Jan. 1981 | Anthropologie                                |      | Ernst Wahle        |

* Die Matrikelnummern sowie das genaue Wahldatum der aufgelisteten Akademiemitglieder sind nicht aus dem online gestellten Mitgliederverzeichnis der Akademie ersichtlich. Akademische Titel sind im Mitgliederverzeichnis einsehbar.